# Fernando Vazquez de Menchaca
Fernando Vasquez (of Vázquez) de Menchaca (1512-1569) was een Spaans jurist die weliswaar een jaar aan de universiteit van Salamanca doceerde, maar overigens werkzaam was in de praktijk.

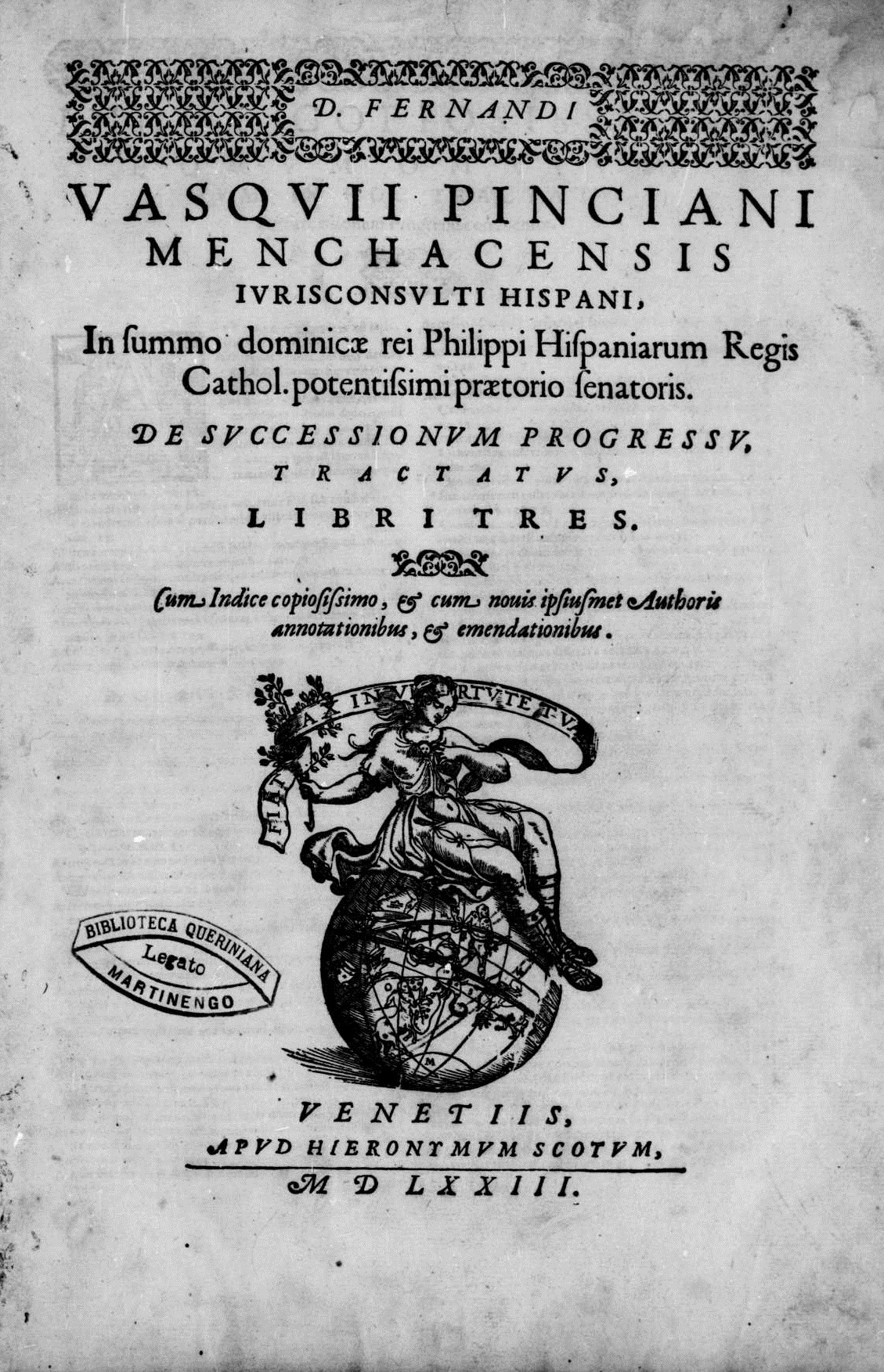
De successionum progressu, 1573

Vazquez was de eerste die na de moraaltheoloog Francisco de Vitoria de theoretische mogelijkheid bood om de betrekkingen tussen de Spanjaarden en de pas ontdekte bewoners van Amerika juridisch te benaderen. Vazquez wordt gerekend tot de zogeheten School van Salamanca. Hij was echter geen theoloog, maar een jurist. Hij was de eerste die het volkenrecht niet meer afleidde van het natuurrecht, maar het een eigen grondslag gaf. Hij definieerde het volkenrecht ook als een "ius inter gentium", een recht dat geldt tussen staten, en niet meer als een "ius gentium", ongeveer het recht van alle volkeren daaronder hun gemeenschappelijke interne recht begrepen. 